# 三个邻居
《三个邻居》是一部中国上海美术电影制片厂制作的木偶动画，于1956年上映。

## 剧情简介
一棵大树中居住着黑喜鹊、松鼠、老兔子三个邻居，他们都很自私自利，关系也相处得很不好，时常吵架、相互捉弄。一日，松鼠在自己家的阳台上发现了一条蛀虫，便请邻居帮忙，但两位邻居都认为事不关己，不愿帮忙。松鼠便生气地把蛀虫扔进了大树。后来，蛀虫越生越多，影响到了他们的正常生活，三个邻居又为谁去找啄木鸟帮忙而互相推托。树最终垮塌，三个邻居依然争吵不休，互相指责。

## 制作人员
- 上海电影制片厂摄制
- "三个邻居"
- 编剧：潘奔
- 导演：岳路
- 造型兼布景设计：虞哲光
- 摄影：施源宣
- 作曲：施詠康
- 木偶操作者：周曼玮 夏秉钧
- 演奏：上影乐团
- 指挥：李秉申